# 梅田大学院コンソーシアム
梅田大学院コンソーシアム（うめだだいがくいんコンソーシアム）は、大阪府の大学院を有する大学や経済団体などを会員とする、かつて存在した任意団体。
社会人に実践的な講義を提供する「インテリジェントアレー専門セミナー」などを開催していた。京都市からも大学院を有する立命館大学、龍谷大学が参加していた。2007年に関西社会人大学院連合へ発展的に改組された。

## 参加組織

### 大学
- LCA大学院大学
- 追手門学院大学
- 大阪教育大学
- 大阪経済大学
- 大阪工業大学
- 大阪産業大学
- 大阪市立大学
- 関西大学
- 関西学院大学
- 京都産業大学
- 近畿大学
- グロービス経営大学院大学
- 高知工科大学
- 宝塚造形芸術大学
- 帝塚山大学
- 立命館大学
- 龍谷大学

### 経済団体
- 関西経済連合会
- 関西生産性本部

### その他
- 大学入学情報図書館RENA